# 马罗什·谢夫乔维奇
馬羅什·謝夫喬維奇（斯洛伐克語發音：[ˈmaɾɔʃ ˈʃɛftʃɔʋitʃ]；1966年7月24日—）是斯洛伐克的政治人物。他是歐盟執委會副主席，負責能源事務。
谢夫乔维奇毕业于莫斯科國立國際關係學院。1989年5月，他申请加入捷克斯洛伐克共产党。6个月后，捷克斯洛伐克共产党政权倒台。謝夫喬維奇曾擔任斯洛伐克駐以色列大使。2004年至2009年，他擔任斯洛伐克駐聯合國大使。他在2009年首次出任歐盟執委會的職務。謝夫喬維奇在2014年晉升為歐盟執委會副主席。2015年7月，他促成了中歐和東南歐15格國家達成能源協議。
在2019年斯洛伐克總統選舉中他败于苏珊娜·查普托娃。

## 外部連結
- 官方媒體庫 （页面存档备份，存于）
- 官方網站 （页面存档备份，存于）